# Bospeltops
De bospeltops (Peltops blainvillii) is een vogel uit de familie Artamidae (spitsvogels) die vernoemd is naar de Franse zoöloog Henri Marie Ducrotay de Blainville. Het is een endemische vogelsoort uit Nieuw-Guinea.

## Beschrijving
De bospeltops is een 19 cm grote vogel die opvallend zwart, wit en rood gekleurd is. De vogel komt vaak voor in familiegroepjes die als vliegenvangers rechtop zittend op een tak loeren op vliegende insecten en deze in een korte vlucht heen en terug bemachtigen.
De vogel lijkt sterk op de bergpeltops (P. montanus) die zich ophoudt in bossen van het bergland tot op grote hoogte.

## Verspreiding en leefgebied
De soort komt voor in het laagland van West-Papoea, Papoea (Indonesië) en het westen van Papoea-Nieuw-Guinea op een hoogte van zeeniveau tot 550 m boven de zeespiegel. Verder op de eilanden Misool, Salawati en Waigeo. Het is een vogel van regenwoud met een voorkeur voor open plekken in het bos of bosranden.